# Trận sông Marne lần thứ nhất
Trận sông Marne lần thứ nhất là trận đánh diễn ra giữa Đế quốc Đức và liên quân Anh - Pháp trong cuộc Chiến tranh thế giới thứ nhất từ ngày 5 tháng 9 cho đến ngày 12 tháng 9 năm 1914 tại sông Marne gần thủ đô Paris của Pháp. Trận đánh thắng lợi quyết định của liên quân Anh - Pháp, và được xem là một trong những cuộc giải cứu lớn nhất trong lịch sử. Chiến thắng Marne đã khiến cho liên quân Anh - Pháp bẻ gãy cuộc tiến công của người Đức vào Paris. "Kế hoạch Schlieffen" bị phá sản, mọi hy vọng của nước Đức về một thắng lợi nhanh chóng ở phía Tây cũng như cơ hội giành thắng lợi lớn nhất của họ đã tan vỡ. Do đó, trận Marne được xem là một trong những thắng lợi quyết định nhất trong lịch sử, và đã góp phần dẫn đến thất bại của Đức trong cuộc chiến tranh - điều mà chính Tổng Tham mưu trưởng Quân đội Đức Helmuth Johann Ludwig von Moltke đã nhận thấy. Đây được xem là chiến công hiển hách nhất của Tổng tư lệnh quân Pháp Joseph Joffre, tạo nên tiếng tăm của ông. Một nguyên nhân khiến quân Đức thất bại do quân Nga xâm lược vùng Đông Phổ buộc họ phải chia bớt quân về đó.
Trận đánh diễn ra khốc liệt giữa Verdun và Paris, giữa các Tập đoàn quân số 1, số 2 và số 3 của quân Đức với Tập đoàn quân số 5, số 6 và số 9 của Pháp và Lực lượng Viễn chinh Anh. Càng tiến về Paris thì Tướng Alexander von Kluck - chỉ huy Tập đoàn quân số 1 của Đức càng mất liên lạc với Tập đoàn quân số 2. Kluck vẫn không biết rằng từ Paris những chiếc xe taxi đã tăng viện cho quân Pháp trên chiến trường, và chuyển hai quân đoàn sườn trái của tập đoàn quân của ông về hướng Tây làm hai Tập đoàn quân Đức càng cách xa nhau ở phía Bắc sông Marne. Lợi dụng thời cơ, quân Anh của Tướng John French và Tập đoàn quân số 5 của Pháp vượt qua sông Marne và lấp lỗ hổng giữa hai Tập đoàn quân Đức, gây bất lợi cho đối phương. Quân Đức mở những đợt tấn công mãnh liệt vào Tập đoàn quân số 9 của Pháp do Tướng Ferdinand Foch chỉ huy, và có lúc đã giành thắng lợi nhưng cuối cùng Foch đã ổn định tình hình.
Cuối cùng, trước cục diện bế tắc, Moltke đã rút quân nhưng quân Hiệp Ước đã bị đánh cho kiệt quệ, không thể phá vỡ chiến tuyến của quân Đức cho dù Joffre tuyên bố thắng trận. Người Pháp vui mừng và đối với họ trận đánh này là "Phép lạ trên sông Marne". Nhưng, quân Pháp đã bị thiệt hại rất nặng nề và đây là một thắng lợi phòng thủ và không toàn diện của liên quân. Trận đánh đẫm máu này cho thấy cả hai phe đều chiến đấu với lòng dũng cảm và yêu nước, và quân Pháp với sự hỗ trợ của quân Anh đã giành thắng lợi chỉ là nhờ có sự chỉ huy đúng đắn hơn, với những vị tướng tài năng như Joffre và Foch. Trận Marne đã dẫn đến việc Hoàng đế (Kaiser) Wilhelm II của Đức căm giận và cách chức Moltke. Song, trận đánh này dẫn tới tình hình bế tắc cho cả hai bên và mở đầu cho Chiến tranh Chiến hào - một hình ảnh gắn bó sâu đậm với cuộc Chiến tranh thế giới thứ nhất.

## Hoàn cảnh dẫn đến trận đánh
Đầu thế kỷ 20, Đế quốc Đức vẫn giữ vững bản chất quân sự của mình ở thế kỷ 19: lực lượng Bộ binh vẫn luôn luôn là nhân tố quyết định cho trận tuyến, các tướng lĩnh Đức cũng xem trọng hàng đầu chủ thuyết tiến công cùng với sĩ khí, quân thanh trong chiến đấu. Nước Đức có Bộ Tổng Tham mưu tuyệt vời, với những viên Sĩ quan tài năng thuộc tầng lớp quý tộc địa chủ Junker Phổ. Thống chế Helmuth Johann Ludwig von Moltke là Tổng Tham mưu trưởng Quân đội Đức, cháu trai của người anh hùng Helmuth Karl Bernhard Graf von Moltke trong các cuộc chiến tranh thống nhất nước Đức vào nửa cuối thế kỷ thứ 19. Người tiền nhiệm của ông là Thống chế Alfred von Schlieffen trước năm 1905 đã soạn thảo "kế hoạch Schlieffen" chu đáo cho chiến tranh, và Bộ Tổng Tham mưu Đức hoan nghênh kế hoạch này. Vào ngày 1 tháng 8 năm 1914, Chính phủ Berlin hạ lệnh tổng động viên, và dĩ nhiên là thực hiện Kế hoạch Schlieffen nhằm chấm dứt chiến tranh sớm:
- "Kế hoạch Schlieffen" viết về lối đánh của nước Đức nếu lâm vào cuộc chiến tranh với Pháp và Nga. Theo kế hoạch này, Quân đội Đức sẽ lợi dụng thời gian Quân đội Nga - vốn cực kỳ đông đảo nhưng hủ bại - ít nhất là tổng động viên khoảng 6 tuần mà tổ chức tổng tiến công mãnh liệt qua Hà Lan, Luxembourg và Bỉ. Chỉ có Tập đoàn quân số 8 phải bảo vệ vùng Đông Phổ. Một khi đánh thắng được Pháp trong khoảng 40 ngày, Đức sẽ cho quân chủ lực Đông tiến đánh Nga. Kế hoạch chiến lược vĩ đại này đòi hỏi phải có quân chủ lực Đức phải triển khai quân cánh phải, tiến quân thật nhanh qua "Vùng đất thấp", kéo về hướng Bắc Paris trước khi Nam tiến, và phải có sự bố trí phòng thủ đồng thời của quân cánh trái xa về bên kia hướng Nam. Tuy nhiên, chính Moltke lại chỉnh sửa kế hoạch này: thoạt tiên ông từ bỏ ý định tấn công vào xứ Hà Lan trung lập; thứ hai, ông không tán thành với ngay cả quan điểm về một cuộc rút lui chủ động của quân cánh trái từ miền Alsace về Đế quốc, do đó ông chuyển bớt quân từ cánh phải sang cánh trái để phản kích một cuộc tổng tấn công của quân Pháp (nếu có). Nếu Schlieffen ngày trước coi "cú đấm bên phải" quan trọng gấp 8 lần cánh trái, Moltke chỉ coi nó quan trọng hơn cánh trái gấp 3 lần mà thôi.[23]

Cộng hoà Pháp bấy giờ cũng chuẩn bị "Kế hoạch XVII" vào tháng 5 năm 1914, nhằm đánh nhanh, thắng nhanh. Kế hoạch này chú tâm đến việc tổng động viên, tập trung và triển khai binh lực Pháp. Theo đó, bốn Tập đoàn quân sẽ được triệu tập tại ở miền biên thùy Bỉ, Luxembourg và Đức, và một Tập đoàn quân Dự bị. Cứ bố trí bốn Tập đoàn quân nêu trên ở một vị trí trung tâm, quân Pháp tin chắc là sẽ tạo nên nhiều mũi tấn công và thắng lợi. Tuy nhiên, sự "tự tung tự tác" này có những cái dở. Về mặt chính trị, Pháp không có ý định gì ngoài việc tấn công và cướp đoạt lại các tỉnh Alsace và Lorraine đã bị mất về tay Đức sau khi Pháp bại trận trong cuộc Chiến tranh Pháp-Phổ (1870 - 1871). (theo các Hiệp ước Nga - Pháp trước đó thì Pháp hứa sẽ tiến công 11 ngày sau khi tổng động viên quân sĩ). Không những thế, khi lập nên kế hoạch thì Tổng tham mưu trưởng quân Pháp là Tướng Joseph Joffre đã gặp nhiều sai lầm nghiêm trọng: tuy nghi ngờ rằng quân Đức sẽ tấn công nước Bỉ rồi qua Pháp nhưng ông không hề có ý định dự phòng gì đối với nguy cơ này, dù khi ấy nước Pháp đã bảo vệ sự trung lập của Bỉ. Ông cũng không nghĩ gì đến việc tham chiến sau này của quân Anh, cũng như quân lực của nước Đức.
Căng thẳng quốc tế vào mùa hè năm 1914 dẫn tới sự bùng nổ của cuộc Chiến tranh thế giới thứ nhất. Vào ngày 1 tháng 8 năm 1914, Chính phủ Berlin tuyên bố tổng động viên. Hôm sau, kế hoạch Schlieffen sắp sửa được thực hiện. Phần lớn các binh sĩ Đức đều hào hứng, sẵn sàng chiến đấu trong cuộc chiến tranh này. Nước Đức xâm phạm đến sự trung lập của Luxembourg, cùng ngày họ tuyên chiến với Đế quốc Nga. Và, vào ngày 2 tháng 8 năm 1914 thì Quân đội Đức tràn vào nước Pháp. Vào ngày 3 tháng 8 năm ấy, Đức tuyên chiến với Pháp, và nửa đêm ngày 4 tháng 8 năm 1914 thì chiến sự bùng nổ giữa Đức và Đế quốc Anh, do Đức tiến đánh Bỉ làm tổn hại đến sự trung lập của nước này. Vào ngày 8 tháng 8 năm 1914, Joffre tiết lộ kế hoạch của ông nhưng nhanh chóng thảm bại: hai Tập đoàn quân Pháp tiến công vào Lorraine đã bị quân Đức đánh cho tan tác. Joffre cho rút quân phần nào - điều này hợp với kế hoạch của ông vì nó được thực hiện bên cánh trái quân Đức. Nhưng quân cánh phải của Đức thực chất là rất mạnh. Tập đoàn quân thứ 3, thứ 4 và thứ 5 (Dự bị) của Pháp sau đó hợp binh ở Ardennes và bị quân Đức đánh cho thảm bại tơi bời. Quân Đức vẫn cứ liên tiếp đánh thắng Pháp, Lực lượng viễn chinh Anh (BEF) đổ bộ lên lục địa châu Âu, đóng bên cánh trái của Tập đoàn quân Pháp thứ 5 nhưng cũng bị quân Đức đánh lui trong trận Mons. Pháp bại trận, kế hoạch tấn công của Joffre đã hoàn toàn đổ vỡ.
Tuy nhiên quân Pháp tuy phải liên tục rút lui nhưng không bị tổn thất nặng nề và chuẩn bị cho 1 cuộc phản công. Sau khi chính phủ Pháp rút khỏi Paris, tham mưu trưởng quân đội Pháp Joseph Joffre đưa quân Pháp ngược về cánh trái và tập kết tại Paris lập công sự phòng thủ và giao cho tướng Joseph Gallieni chỉ huy. Trong khi đó, quân Đức ngày càng cách xa nguồn tiếp tế và trở nên mệt mỏi sau các trận chiến kéo dài. Đã vậy do quân Nga công kích mãnh liệt vào vùng Đông Phổ cho nên người Đức phải rút 2 Binh đoàn Quân đội từ phía Tây về Đông Phổ càng làm lực lượng Quân đội Đức thêm suy yếu.
Do không đủ quân để tấn công hoặc vây hãm Paris, ngày 1 tháng 9 quân Đức tiến về phía đông theo ý định vòng qua Paris và tiêu diệt quân đội Pháp. Nhưng Joffre đã vội vã đưa quân vào Paris để tăng cường và các đơn vị thám sát của không quân Pháp cho biết quân Đức đang tiến về phía đông nên Joffre ra lệnh tấn công. Từ ngày 3 tháng 9, quân Đức còn phạm 1 sai lầm rất lớn khi tập đoàn quân thứ nhất của Alexander von Kluck và thứ hai của Karl von Bülow nằm về cánh phải đã bỏ trống 1 vùng đất rộng 50 cây số khi tiến quân ngược hướng nhau tạo điều kiện cho quân viễn chinh Anh và Pháp lẻn vào khai thác.

## Diễn biến

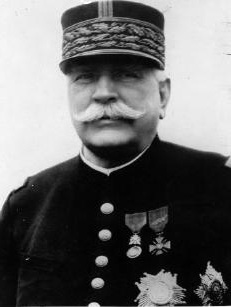
Joseph Joffre, tổng tham mưu trưởng quân đội Pháp

Ngày 4 tháng 9 1914, sau khi nắm được thời cơ, thống soái quân Pháp Joffre quyết định ra lệnh tấn công. Trận sông Marne lần thứ nhất chính thức bùng nổ vào ngày 5 tháng 9. Tập đoàn quân số 5 của Pháp phối hợp với quân viễn chinh Anh tấn công vào cánh phải quân Đức là nơi mà người Đức để 1 lỗ hổng chết người. Về lực lượng, quân Đức có phần nhỉnh hơn và cộng chung quân số của cả hai phe tham chiến trong trận này hơn 2 triệu người. Ngoài ra còn có 600 đại bác hạng nặng và 6000 đại bác hạng nhẹ tham gia cuộc chiến.
Trong khi liên quân Anh-Pháp lợi dụng thành công sai lầm của người Đức thì quân Đức lại thất bại trong việc chọc thủng phòng tuyến của tập đoàn quân số 6 Pháp vừa mới thành lập. Từ ngày 6 tháng 9 đến ngày 8 tháng 9, tập đoàn quân số 6 đã nhận được 6000 quân cứu viện từ 600 chiếc taxi ở Paris do lệnh của Gallieni. Ngày 8 tháng 9, Trung tướng Pháp Franchet d'Esperey của Tập đoàn quân thứ 5 mở 1 cuộc tấn công bất ngờ vào tập đoàn quân 2 Đức để mở rộng hơn nữa lỗ hổng của tập đoàn quân này với tập đoàn quân 1. Franchet d'Esperey được Joffre giao nhiệm vụ chỉ huy tập đoàn quân 5 khi Trung tướng Charles Lanrezac tỏ ra quá thận trọng làm cản trở cuộc phản công. Quân đội Đức thành công trong việc chặn đứng quân Pháp tại sông Ourcq, phụ lưu của sông Marne nhưng cánh trái tập đoàn quân 1 đã bị quân Anh đe doạ và đứng trước nguy cơ tan vỡ. Do hệ thống liên lạc quá yếu kém nên Thượng tướng Đức Moltke không thể biết được chính xác những gì đang diễn ra nên thực tế chỉ huy trận đánh là các sĩ quan cấp dưới trong các tập đoàn quân.
Một sai lầm lớn của Moltke là trong khi liên quân Anh-Pháp đang tấn công dồn dập, ông lại ra lệnh cho Thái tử Rupprecht xứ Bayern tiếp tục tấn công quân Pháp tại khu vực Alsace và Lorraine mà đáng lý ra cánh quân này phải đến sông Marne để yểm trợ cho quân Đức. Cũng như các binh đoàn bị rút về Đông Phổ từ trước khi trận đánh đã làm quân Đức suy yếu rõ rệt.
Ngày 8 tháng 9, khi thời khắc quyết định đã đến, Thống chế Anh John French đã dẫn lực lượng của mình bí mật chui vào khe hở giữa hai tập đoàn quân số 1 và số 2 của Đức. Ngày 9 tháng 9, hai tập đoàn quân số 1 và số 2 của Đức đã đứng trước nguy cơ bị bao vây, che cắt và tiêu diệt hoàn toàn. Tập đoàn quân số 2 đã buộc phải rút lui, tập đoàn quân số 1 tuy đang chiếm ưu thế nhưng bị rơi vào thế cô lập cũng đành phải rút lui. Tình hình trở nên bế tắc. Thượng tướng Moltke trước tình thế đó đã quyết định ra lệnh cho quân Đức chính thức rút lui về sông Aisne để tập hợp lại lực lượng. Đến ngày 11 tháng 9 thì quân Đức đã hoàn toàn rút hết. Như vậy, quân Đức bại trận nhưng không bị đánh tan tác. Theo lệnh của Thiếu tướng Joffre, liên quân Anh-Pháp trước việc quân Đức đồng loạt rút lui đã tổ chức truy kích nhưng tốc độ quá chậm (chỉ 19 km 1 ngày) nên quân Đức đã rút lui thành công. Cuộc rút lui của quân Đức kết thúc sau 65 km (40 dặm) tại phía bắc sông Aisne. Cũng từ đây tại vị trí này, 1 hệ thống chiến hào đã được người Đức xây dựng để biến khu vực này thành 1 phòng tuyến ngăn chặn bước tiến quân Pháp.
Cuộc rút lui của quân Đức từ ngày 9 tháng 9 đến ngày 13 tháng 9 đã làm thất bại hoàn toàn kế hoạch Schlieffen. Moltke trong bản báo cáo gửi về Hoàng đế Đức (Kaiser) là Wilhelm II đã viết "Muôn tâu Bệ hạ, chúng ta đã thua cuộc chiến này". Đây là một trong những hành động cuối cùng của vị Tổng Tham mưu trưởng cũ - ông nói đúng mặc dù ông đã từng tin vào thắng lợi chóng vánh của Quân đội Đức: đoàn hùng binh Đức đã vuột mất chiến thắng. Một trong những nguyên nhân không thành chủ yếu được chỉ ra là lính Đức mà tiêu biểu là tập đoàn quân số 1 đã phải di chuyển 350 km liên tục từ biên giới Pháp-Bỉ đến sông Marne nên đã hoàn toàn kiệt sức đồng thời hệ thống liên lạc và hậu cần của người Đức không đáp ứng đủ yêu cầu cho trận chiến. Và cuối cùng bản thân Helmuth von Moltke cũng phạm nhiều sai lầm nghiêm trọng do đó sau trận này ông đã bị cách chức.

## Kết quả

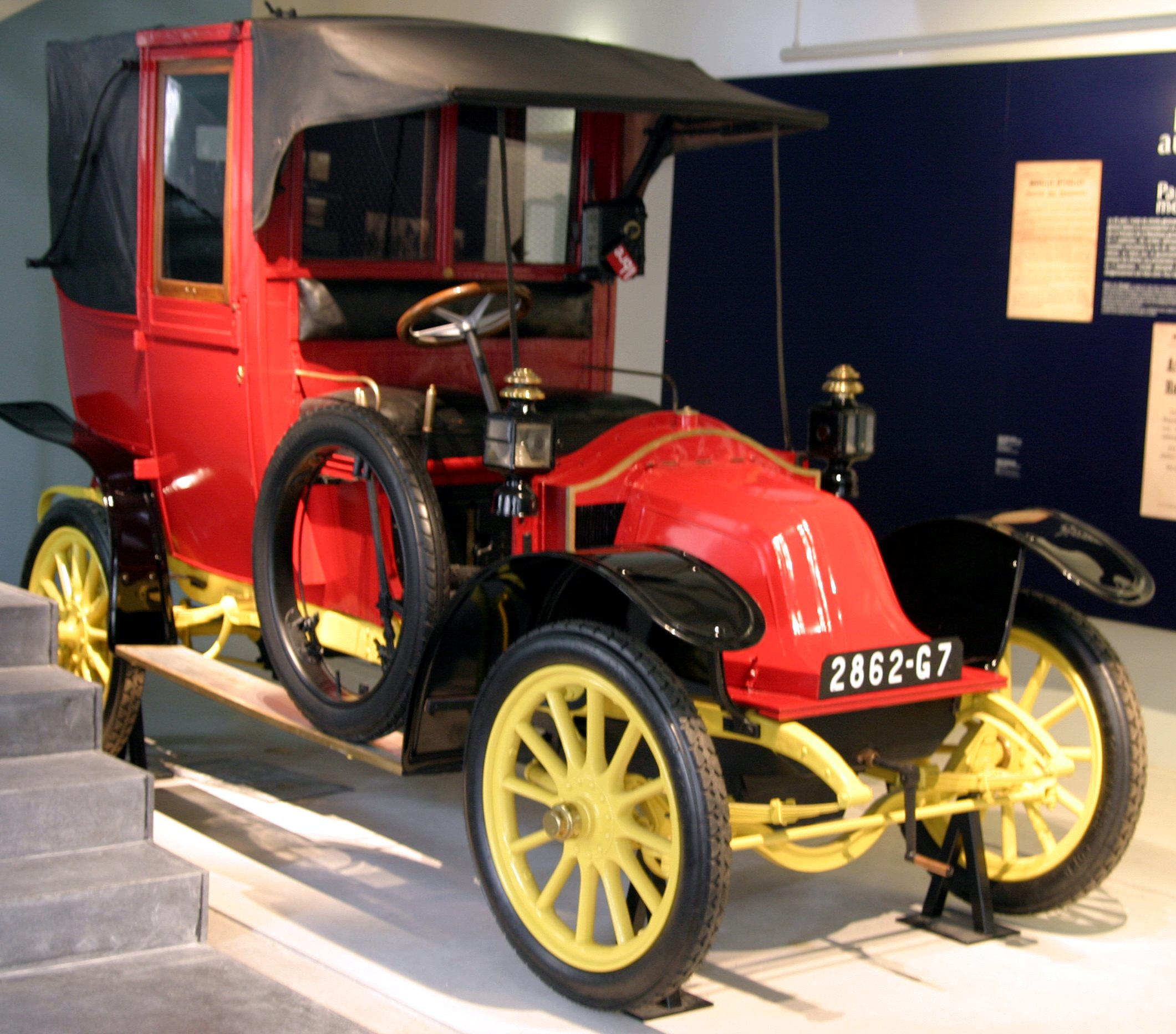
1 trong những chiếc taxi đã sử dụng trong trận sông Marne lần thứ nhất hiện được trưng bày tại bảo tàng vũ khí trong điện Invalides, Paris

Chiến thắng vang dội của Joseph Joffre nhanh chóng đi vào huyền thoại và đưa ông trở thành người anh hùng của nước Pháp, là vị tướng soái Pháp đầu tiên đánh bại Quân đội Đức trong thế kỷ 20. Thực sự, không bên có thể tuyên bố thắng lợi chiến thuật trong trận đánh vài ngày này, và ở một số khía cạnh trận Marne cũng hơi giống trận Jutland (1916). Bất chấp bản chất bế tắc của trận chiến này, dân chúng Pháp hồi ấy xem đây là một chiến thắng lừng lẫy đã giải cứu đất nước, và do đó Joffre được coi là một vị "Quốc phụ" của Pháp, một thiên tài quân sự vĩ đại nhất của Pháp kể từ sau thời Hoàng đế Napoléon Bonaparte. Với một cao trào thần tượng hóa Joffre trên khắp nước Pháp, ông được gọi là "Người cứu tinh sông Marne", bằng cái tên trìu mến hơn là Cha Joffre ("Papa Joffre"). trận Marne lần thứ nhất được xem là chiến thắng vĩ đại nhất của Quân đội Pháp kể từ sau thời Napoléon, đồng thời là chiến công hiển hách nhất của Joffre. Sau trận này, kế hoạch Schliffen của Đế quốc Đức nhằm nhanh chóng kết liễu Pháp đã bị phá sản, cuộc tấn công ồ ạt của Đức cũng từ đó mà chấm dứt, tướng Helmuth von Moltke đã bị mất tín nhiệm và cách chức đồng thời Erich von Falkenhayn lên giữ chức Tổng Tham mưu trưởng quân đội Đức. Cũng từ đây, cơ hội lớn nhất cho chiến thắng đã hết sạch, Đế quốc Đức phải liên tục chiến đấu chống quân địch trên 2 mặt trận phía tây và phía đông Châu Âu. Sau khi Moltke qua đời vào năm 1916, tên tuổi ông thường hay bị sỉ vả, thứ nhất là vì thất bại trong trận Marne vào năm 1914 và thứ hai là vì thất bại của nước Đức vào năm 1918. Trong khi Pháp đã tránh khỏi thất bại và chiếm đóng, Đức đã không thể chiếm giữ bá quyền trên khắp châu Âu lục địa. Quân Anh cũng đã đứng vững trên lục địa châu Âu. Tuy nhiên, ngay sau thất bại này, người Đức luôn tôn vinh những chiến thắng dồn dập của họ trên Mặt trận phía Đông để khẳng định niềm tin về sức mạnh của Quân đội Đức, và ém nhẹm đi thông tin về trận Marne cùng với sự thất vọng của Moltke. Họ còn gọi trận này là "vở kịch Marne".
Nói theo phép loại suy giản đơn của Hoàng đế Wilhelm II thì đây là cuộc đụng độ giữa "nền quân chủ và dân chủ". Trận sông Marne lần thứ nhất, được xem là một trong những thắng lợi quyết định nhất trong cuộc chiến nói chung và lịch sử nhân loại nói riêng, cũng như là một trong những sự giải nguy lớn nhất trong lịch sử, cũng đã cứu vãn Paris khỏi sự tấn công của quân Đức. Việc thực thi cuộc phản công này đã được đánh giá cao, và tầm vóc của chiến thắng Marne có thể được so sánh với chiến thắng của Liên Xô ở trận Moskva (1941) trong Chiến tranh thế giới thứ hai. Sau khi trận đánh này kết thúc, ngày 20 tháng 12,1914 chính phủ Pháp trở lại Paris. Sở dĩ liên quân Anh - Pháp chặn chân quân Đức trong trận này cũng là nhờ 600 chiếc taxi, chủ yếu là của hãng Renault, AG đã dùng để vận chuyển 6000 bộ binh Pháp đến trận đánh. Sự có mặt kịp thời của những binh lính này đã giúp cho Tập đoàn quân số 6 của quân Pháp phòng thủ thành công trước quân Đức. Sau này, taxis de la Marne được tổ chức union sacrée vinh danh như những người anh hùng của quân Pháp trong trận đánh này. Ngoài ra, thắng lợi chiến lược cũng khiến cho nước Pháp rửa hận được thất bại quyết định của mình trong trận Sedan (1870) hồi Chiến tranh Pháp-Phổ, và gỡ gạc ít nhiều cho sự thiếu thốn vinh quang quân sự của Pháp kể từ sau năm 1815. Nếu như trận Marne là thảm họa của Kế hoạch Schlieffen của Đức, đó được xem là được coi là niềm vinh quang to lớn của quân đội Pháp. Song, Quân đội Anh cũng có đóng góp quan trọng đến thắng lợi lịch sử này.
Thương vong trong trận Marne là rất lớn: quân Pháp thiệt hại 250.000 người và số quân thương vong Đức được cho là tương đương với Pháp. Lực lượng Viễn chinh Anh đã thiệt hại 12.733 người. Đây cũng là trận đánh có thương vong lớn nhất kể từ khi chiến tranh bắt đầu. Cái tháng đầu tiên của Chiến tranh thế giới thứ nhất cũng trở thành cái tháng đẫm máu nhất trong suốt cuộc chiến. Hai năm sau chiến thắng Marne (1916), Thủ tướng Anh H. H. Asquith có viếng thăm chiến địa ấy, với hàng mộ dài 5 dặm Anh là dấu tích cho cái giá đắt mà người Pháp phải trả trong thắng lợi của họ . Tuy những vị danh tướng như Gallieni, Joffre xứng đáng là anh hùng thắng trận cứu nguy nước Pháp, mặt khác đây là một chiến thắng kiểu Pyrros và không toàn diện của quân Pháp: quân Đức đã chinh phạt được những vùng công nghiệp lớn của Cộng hòa Pháp. Đất đai mà quân Đức chiếm lĩnh đủ để cho họ tiếp tục nỗ lực chiến tranh của mình trong suốt bốn năm sau đó, mặc dù họ đã không thể thắng nhanh Pháp và lời hứa của Hoàng đế nước Đức về một cuộc chiến nhanh gọn đã không thành hiện thực. Sau trận này, mặt trận phía tây năm 1914 chuyển sang cuộc "Chạy đua ra biển" là sự tranh đoạt vùng duyên hải eo biển Dover (Calais) miền bắc nước Pháp cho đến khi chuyển sang chiến tranh chiến hào vào cuối năm, đem lại tình trạng bế tắc cho cả hai phe. Và, phải mất những bốn năm để phe Hiệp Ước khẳng định rằng trận Marne là nền tảng cho thất bại của người Đức trong chiến tranh, chưa kể là Joffre liên tiếp thất bại trong vòng hai năm sau thắng lợi của mình. Song, thất bại của kế hoạch Schlieffen mà thất bại Marne đã ghi dấu, cùng với thất bại của cuộc Tổng tấn công Verdun vào năm 1916 và Tổng tấn công Mùa xuân 1918 đã làm nên một loạt bất thành của Đức trong chiến tranh, khiến cho nhân dân tỏ ra bất mãn với Hoàng đế và chủ nghĩa quân phiệt Phổ.
| “                          | Không có trận Marne, các địa danh như Passchendaele, Somme, Verdun, Ypres sẽ không vang vọng đến chúng ta như vậy. Không có trận Marne, chắc hẳn sẽ không có Hitler; không có Horthy; không có Lenin; không có Stalin. | ” |
| — Tác giả Holgar H. Hedwig | |   |